# Phyllodactylus johnwrighti
Phyllodactylus johnwrighti (листопалий гекон уанкабамбійський) — вид геконоподібних ящірок родини Phyllodactylidae. Ендемік Перу. Вид названий на честь американського герпетолога Джана Вільяма Райта.

## Поширення і екологія
Андійські листопалі гекони поширені на посушливих схилах долини Уанкабамби і на посушливих східних схилах Західного хребта Перуанських Анд. Вони живуть на високогірних пустищах, місцями порослих чагарниками і кактусами, а також в більш густих заростях в долині Уанкабамби, на висоті 2100 м над рівнем моря. 
Самиці цього виду відкладають лише одне яйце. 

## Збереження
МСОП класифікує цей вид як такий, що перебуває під загрозою зникнення. Phyllodactylus johnwrighti загрожує знищення природного середовища.